# Сату-Ноу (Крецешть, Васлуй)
Сату-Ноу (рум. Satu Nou) — село у повіті Васлуй в Румунії. Входить до складу комуни Крецешть.
Село розташоване на відстані 286 км на північний схід від Бухареста, 19 км на схід від Васлуя, 62 км на південний схід від Ясс, 136 км на північ від Галаца.

## Населення
За даними перепису населення 2002 року у селі проживали 364 особи, усі — румуни. Усі жителі села рідною мовою назвали румунську.